# ISO 50001
 (avril 2012).
La norme ISO 50001, publiée le 15 juin 2011 par l'Organisation internationale de normalisation, est le fruit d’une collaboration entre 61 pays. 
Elle vise l’amélioration de la performance énergétique de toute organisation. 
Sa mise en place est donc une source d’économie énergétique potentielle pour les entreprises. 
Selon l’Agence internationale de l'énergie, cette norme pourrait avoir un impact sur 60 % de la demande d’énergie mondiale.
L’ISO 50001 donne les lignes directrices pour développer une gestion méthodique de l’énergie afin de privilégier la performance énergétique.
À partir d’un diagnostic énergétique initial, l’organisme conforme à la norme définit ses cibles énergétiques et établit un plan de comptage de l’énergie. Un système de management respectant les exigences de cette norme permet de réaliser à court terme des économies d'énergie et de réduire les coûts.
Les objectifs principaux de l’ISO 50001 sont de faire face à la rareté de l’énergie et à l'augmentation durable de son prix, tout en contribuant à la réduction des émissions de gaz à effet de serre.

## Présentation de la démarche
L'ISO 50001 se fonde sur l'amélioration continue, un modèle de système de management que l'on retrouve dans d'autres normes bien connues, dont l'ISO 9001 et l'ISO 14001. Ainsi, il est plus facile pour un organisme, d'intégrer le management de l'énergie à l'ensemble des efforts qu'il met en œuvre pour améliorer son management de la qualité et son management environnemental.
ISO 50001 définit un cadre d’exigences pour que les organismes puissent :
- Élaborer une politique pour une utilisation plus efficace de l’énergie
- Fixer des cibles et des objectifs pour mettre en œuvre la politique
- S’appuyer sur des données pour mieux cerner l’usage et la consommation énergétiques et prendre des décisions relatives
- Mesurer les résultats
- Examiner l’efficacité de la politique
- Améliorer en continu le management de l’énergie.

La norme spécifie les exigences applicables aux usages et à la consommation énergétiques, y compris le mesurage, la documentation et le reporting, la conception et les achats d'équipements et de systèmes, les processus et le personnel qui contribuent à la performance énergétique. La norme ne prescrit pas de critères de performance spécifiques en matière d'énergie.

## Historique et contexte
2011 : Publication de la norme ISO 50001 Systèmes de management de l'énergie – Exigences et recommandations de mise en œuvre
2014 : Publication de la norme ISO 50003 Systèmes de management de l'énergie – Exigences pour les organismes procédant à l'audit et à la certification de systèmes de management de l'énergie
2015 : La certification ISO 50001 est une des solutions réglementaires prévues à la suite de la mise en place de la directive européenne 2012/27/UE du 25 octobre 2012, relative à l’efficacité énergétique. La directive prévoit un dispositif d'audit énergétique tous les 4 ans ou une certification ISO 50001, soit pour les entreprises de plus de 250 salariés, soit pour les entreprises réalisant un chiffre d’affaires hors taxe annuel de plus de 50 millions d’euros et un total de bilan supérieur à 43 millions d’euros. Les entreprises concernées doivent communiquer la preuve de leur certification à la Direction Régionale de l'Environnement, de l'Aménagement et du Logement (DREAL).
2016 : La normalisation internationale anime un travail de révision de la norme visant notamment à intégrer la structure HLS (High Level Structure) permettant une intégration complète avec les normes de système de management (ISO 9001 et ISO 14001 notamment).
2018 : La version révisée de la norme dite ISO 2018 est publiée. Elle remplace définitivement la version 2011.

## Avantages
La norme ISO 50001 est construite sur le principe de l'amélioration de la performance énergétique de l'organisme et permet un pilotage fin des consommations énergétiques. Les organisations certifiées ISO 50001 réalisent des économies d'énergie substantielles ce qui réduit l'impact environnemental de leurs activités. En outre  les  retours d'expérience montrent que le fonctionnement du système de management de l'énergie accroit la motivation des équipes.  
Les entreprises concernées par l'obligation de réaliser un audit énergétique tous les 4 ans sont exemptées lorsqu'elles sont déjà certifiées ISO 50001 (sont concernées les entreprises comptant soit plus de 250 salariés, soit un chiffre d'affaires supérieur à 50 millions d'euros et un bilan de plus de 43 millions d'euros) conformément à l'Article L233-2 du code de l'énergie.  
Un programme national incite les entreprises à mettre en place l'ISO 50001. Ce programme, PRO-SMEn, lancé en 2016 attribue jusqu'en Mai 2026 une prime aux entreprises qui s'engagent dans la mise en place d'un système de management de l'énergie conforme à la norme ISO 50001 pour la première fois.

## Histoire
| Année | Description             |  |
| ----- | ----------------------- |  |
| 2011  | ISO 50001 (1re édition) |  |
| 2018  | ISO 50001 (2e édition)  |  |